# Michael Branch
Paul Michael Branch, angleški nogometaš, * 18. oktober 1978, Liverpool, Anglija, Združeno kraljestvo.